# 資福寺 (株洲市)
資福寺（しふくじ）は、中華人民共和国湖南省株洲市天元区にある仏教寺院。

## 歴史
資福寺は明代（1368年–1644年）に建立された。
1918年、北伐戦争の兵火により焼失している。
1998年に大規模な再建によって、現在の基礎が築かれた。

## 伽藍
山門、天王殿、大雄宝殿、鐘楼、鼓楼、観音殿、法堂、齋堂、禅堂、僧房。